# Dierenmummie

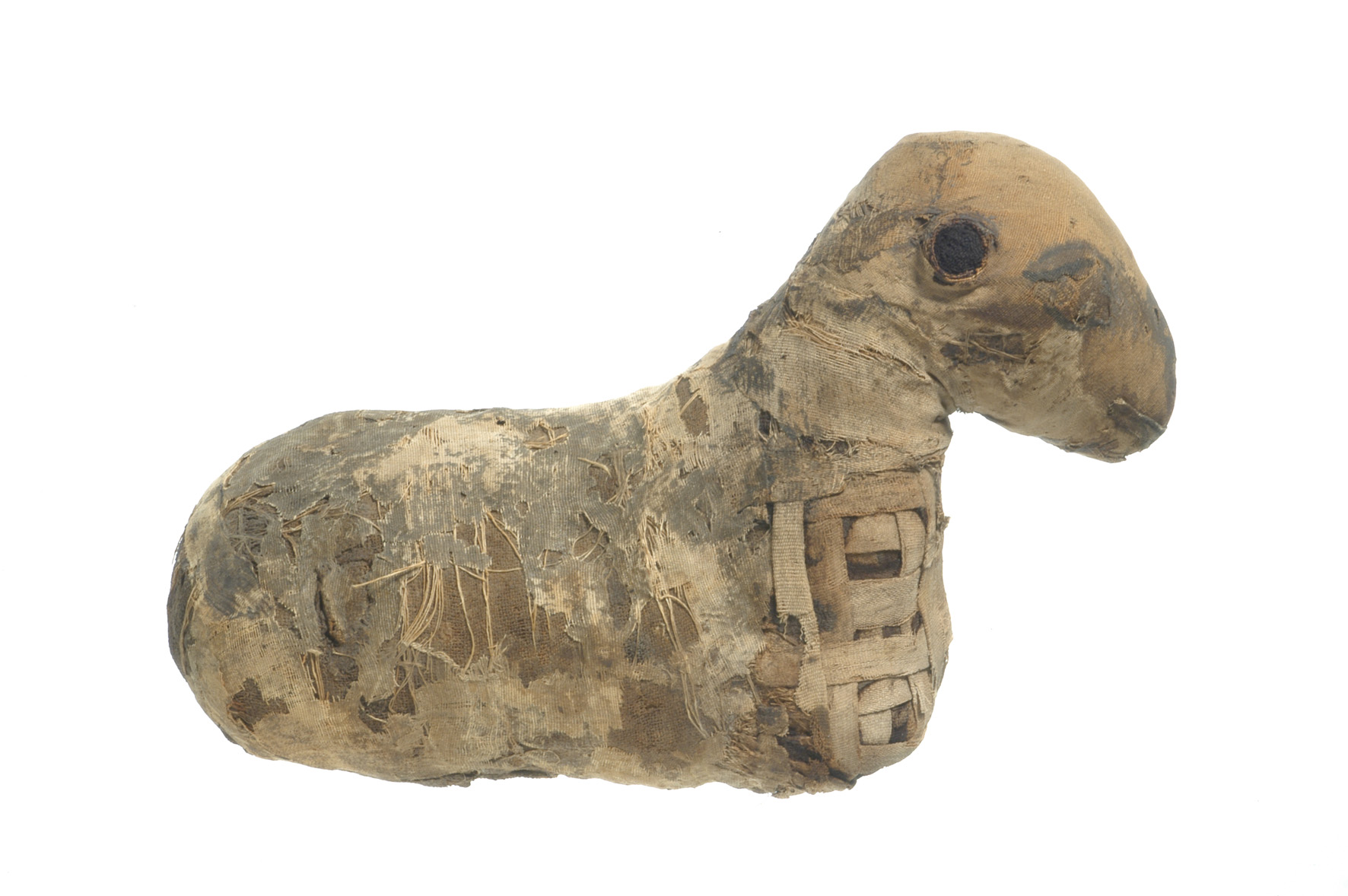
Mummie van een lammetje

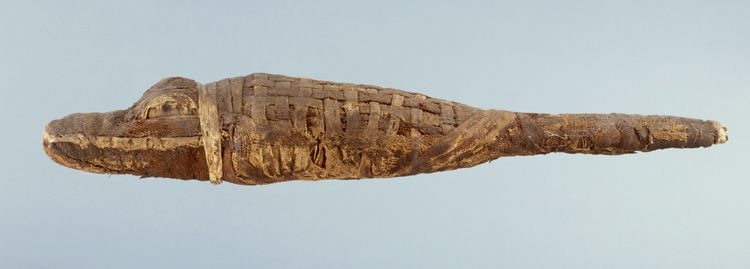
Mummie van een krokodil

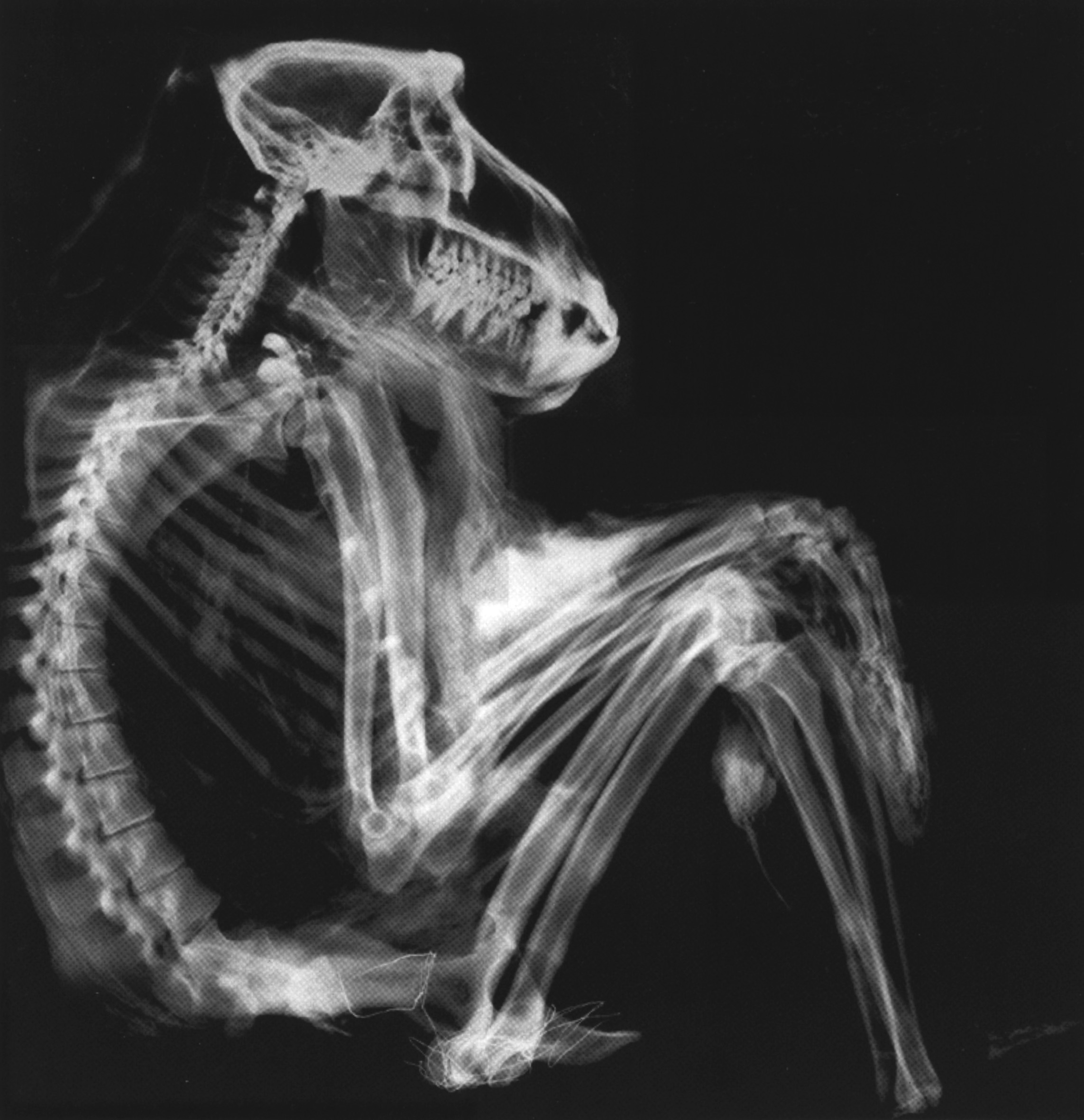
Mummie van een baviaan, röntgenfoto

Dierenmummies zijn, zoals de naam al zegt, mummies van dieren. In het oude Egypte werden niet alleen mensen, maar ook dieren soms gemummificeerd. In tegenstelling tot menselijke mummies, stierven de dieren die gemummificeerd werden vaak geen natuurlijke dood. Soms werden nog heel jonge dieren gedood om gemummificeerd te worden. Mensen werden gemummificeerd zodat de overledene vanuit het hiernamaals terug kon keren naar zijn lichaam. Dieren werden om andere redenen gemummificeerd.

## Redenen om dieren te mummificeren
Dierenmummies werden, zoals gezegd, om andere redenen gemaakt dan menselijke mummies. In het oude Egypte had men vier verschillende redenen om een dier te mummificeren. Ten eerste werden dieren (of delen van een dier) gemummificeerd om als voedsel te dienen voor de overledene. De dierenmummie werd dan met ander voedsel en andere grafgiften in het graf gezet.
Soms werd er een mummie van een huisdier gemaakt, om het voor de eeuwigheid te bewaren. Dit is een tweede soort dierenmummie. Wanneer het baasje van het dier zelf stierf werd de mummie van het huisdier in zijn graf bijgezet. Zo waren zij weer samen in het hiernamaals. 
Een derde soort dierenmummie was die van de heilige dieren. Dit waren diersoorten die verbonden waren aan een bepaalde god of godin. Deze god of godin kon bij een bezoek aan de mensenwereld plaats nemen in het lichaam van het dier. Op deze manier kon hij of zij bijvoorbeeld eten van geofferd voedsel. De heilige dieren werden bij een tempel verzorgd en dan na hun dood gemummificeerd in speciale graven geplaatst. Per tempel was er maar een heilig dier.
De vierde soort mummies was die van de offergaven. Wanneer iemand een tempel bezocht, kon die persoon een dierenmummie kopen om te offeren aan de god van de tempel. De Egyptenaren hoopten zo dat hun gebeden verhoord zouden worden of wilden de goden bedanken voor iets dat zij hadden gedaan. 
Op het tempelterrein werden vaak veel soortgenoten van het heilige dier gefokt speciaal om gemummificeerd te worden. Als de vraag naar offermummies groot was, wachtten de Egyptenaren niet tot de dieren groot waren. De dieren werden dan al snel gedood om gemummificeerd en verkocht te worden. Er zijn ook offermummies gevonden waarvan het lijkt alsof ze een dier bevatten, maar in werkelijkheid gevuld zijn met zand. Deze zijn waarschijnlijk gemaakt op momenten dat de vraag naar offermummies te groot was. De mummies werden soms in mooie kistjes, kruiken of houders geplaatst. Nadat zij geofferd waren werden de mummies in ondergrondse kamers bijgezet. Er zijn miljoenen dierenmummies die als offer dienden bijgezet in de uitgebreide grafcomplexen. 
Aan de buitenkant van een dierenmummie kan men meestal niet zien met welke reden het dier gemummificeerd is. De reden wordt pas duidelijk wanneer men ook de vindplaats kent of de mummie inwendig onderzoekt.

## Manier van mummificeren
Waar de dieren gemummificeerd werden is helaas niet bekend. Wellicht was dit net als bij menselijke mummies in een werkplaats of tent. Wel is bekend dat de manier waarop de dieren gemummificeerd werden per periode en per diersoort verschilden. Een groot dier is natuurlijk moeilijker te mummificeren dan een klein dier. Een Apis-stier kreeg bijvoorbeeld een uitgebreide mummificatie waarbij zijn inwendige organen apart werden gemummificeerd. Vogels werden ondergedompeld in pek of hars en daarna in linnen gewikkeld. Dieren als slangen en vissen werden misschien eerst gedroogd voordat zij in linnen werden gewikkeld. Sommige dieren ondergingen echter een uitgebreide mummificatie.

## Dierenmummies in het museum
De collectie Egyptische mummies van het Rijksmuseum van Oudheden is internationaal een van de belangrijkste verzamelingen op dit gebied. Naast menselijke mummies heeft het museum ook 73 dierenmummies. In de 18e en 19e eeuw werden mummies vaak kapotgesneden om de inhoud te bekijken. De toenmalige directeur van het museum was hier geen voorstander van, waardoor vrijwel alle mummies van het Rijksmuseum van Oudheden nog intact zijn.
Van de dierenmummies zijn in het Academisch Medisch Centrum in Amsterdam röntgenopnamen gemaakt. Ook zijn enkele mummies onlangs onderzocht met een CT-scanner. Zo werd veel over de inhoud van de dierenmummies bekend (diersoort, leeftijd, doodsoorzaak, mummificatietechniek) zonder ze te hoeven beschadigen.